# Tectaria brevilobata
Tectaria brevilobata är en ormbunkeart som beskrevs av Holtt. Tectaria brevilobata ingår i släktet Tectaria och familjen Tectariaceae. Inga underarter finns listade.